# MeCP2 (protein)
Metil CpG-vežući protein 2 (engleski: Methyl CpG binding protein 2) protein je koji kodira istoimeni gen u ljudskim stanicama. Naziv je dobio po tome što se veže za metilirane CpG dinukleotide na DNK. Regulira gensku ekspresiju i remodelira kromatin epigenetskim mehanizmima. Mutacije ovog gena povezuju se sa Rettovim sindromom i autizmom.

## Građa
Domene koje određuju funkciju MeCP2-a su MBD (Methyl binding domain) i TRD (Transcriptional repression domain).

### MBD
MBD prepoznaje metilirane dinukleotide i regulira gensku ekspresiju metiliranih gena. Ova domena sastoji se od triju beta listova i jedne alfa–zavojnice, koja je povezana s C-terminusom. Beta listovi međusobno su povezani petljama koje doprinose sekundarnoj strukturi proteina.

### TRD
TRD domena ima ulogu u represiji transkripcije gena. Ulazi u interakcije s histonima što čini kromatin manje dostupnim transkripcijskim faktorima. Iako još nije potpuno poznata, pretpostavlja se da se TRD sastoji od triju alfa–uzvojnica i dvaju beta listova.

## Interakcije protein-protein
MeCP2 uključuje dvije funkcionalne domene: metil-CpG veznu domenu (MBD) i domenu transkripcijske represije (TRD). MBD domena odgovorna je za prepoznavanje i vezanje metilirane DNK. MeCP2 koristi MBD domenu kako bi se specifično vezao za metilirane CpG dijelove DNK, točnije za 5-metilcitozin (5mC), što omogućuje MeCP2 da djeluje kao epigenetski faktor regulacije transkripcije gena. TRD domena odgovorna je za potiskivanje ekspresije gena. MeCP2 koristi TRD domenu kako bi reagirao s drugim korepresorskim kompleksima (npr. mSin3A). S druge strane, utvrđeno je da se TRD može vezati i na transkripcijske aktivatore, te aktivira ekspresiju gena. MeCP2 je izvorno identificiran kao protein koji se specifično veže na metiliranu DNK, ali je dokazano da se može vezati i na nemetiliranu DNK, iako manje učinkovito. Njegova višefunkcionalna struktura domena omogućuje istodobno vezanje MeCP2 za DNK te interakciju s drugim proteinima.
Interakcije MeCP2 s brojnim proteinima definiraju njegovu funkciju u regulaciji transkripcije, organizaciji kromatina i alternativnom izrezivanju ("RNA splicing"). Ovisno o tome s kojim proteinima reagira, može djelovati kao represor ili aktivator transkripcije. Što se tiče represorske funkcije, glavni mehanizam potiskivanja transkripcije vidljiv je u interakciji s kompleksom histonske deacetilaze (HDACs) i mSin3A koji dovodi do deacetilacije i metilacije histona. Još jedan korepresorski kompleks za koji je utvrđeno da stupa u interakciju s MeCP2 je NCoR/SMRT. Mehanizam se zasniva na činjenici da MeCP2 regrutira NCoR/SMRT na metiliranu DNK, formirajući »most« koji pridonosi utišavanju gena. Ova funkcija je poremećena kod Rettovog sindroma.
MeCP2 može modulirati strukturu kromatina kroz oligomerizaciju i interakciju s ATRX (Alpha Thalassemia/Mental Retardation Syndrome X-Linked) proteinom za remodeliranje kromatina. Također se povezuje s faktorima za spajanje RNA, FBP11 (Formin Binding Protein 11) i HYPC (Huntington Yeast Partner C), te s YB-1 (Y Box-Binding Protein 1). Disfunkcija MeCP2, kao što je poremećaj u njegovoj sposobnosti da se veže za splicing faktore, može rezultirati abnormalnim spajanjem RNA, što doprinosi razvoju Rettovog sindroma.
Najčešće korištena metoda za identifikaciju navedenih interakcija je kromatin imunoprecipitacijsko sekvencioniranje (ChIP-seq).

## Bolesti
MeCP2 je gen sa značajnim implikacijama u nekoliko neuroloških poremećaja.

### Rettov sindrom
Rettov sindrom je teški neurološki poremećaj koji prvenstveno pogađa djevojčice. U početku se djevojčice s Rettovim sindromom razvijaju normalno, ali nakon 6 do 18 mjeseci doživljavaju regresiju u motoričkim i komunikacijskim vještinama. Glavni uzrok su mutacije u MeCP2 genu, koje mogu biti pogrešne (missense) mutacije, besmislene (nonsense) mutacije ili mutacije koje pomiču okvir čitanja (frameshift). Ove mutacije obično rezultiraju nefunkcionalnim MeCP2 proteinom. Kao rezultat toga, simptomi uključuju gubitak svrhovite uporabe ruku, probleme s mobilnošću, napadaje i teške intelektualne poteškoće. Nažalost, ne postoji lijek za Rettov sindrom. Liječenja su usmjerena na upravljanje simptomima i mogu uključivati antikonvulzive za napadaje, fizikalnu terapiju za motoričke vještine i govornu terapiju za pomoć u komunikaciji.

### Poremećaji iz spektra autizma (ASD)
Poremećaji iz spektra autizma (ASD, Autism Spectrum Disorder) obuhvaćaju niz neuroloških stanja karakteriziranih socijalnim, komunikacijskim i bihevioralnim različitostima. Iako je ASD multifaktorijalno stanje, kod nekih osoba s ASD-om postoje mutacije u MeCP2 genu. To su često missense i frameshift mutacije koje dovode do djelomičnog gubitka funkcije MeCP2 proteina. Simptomi ASD-a uključuju poteškoće u socijalnoj interakciji, izazove u komunikaciji i repetitivna ponašanja. Liječenja za ASD su primarno podržavajuća i imaju za cilj poboljšati kvalitetu života. Ponašajne intervencije, govorna terapija i lijekovi za povezane simptome poput anksioznosti mogu biti korisni. Međutim, lijek za ASD ne postoji.

### Epilepsija
Epilepsija je neurološki poremećaj karakteriziran ponavljajućim, neprovociranim napadajima. Mutacije u MeCP2, posebno missense i frameshift mutacije, mogu poremetiti funkciju neurona i povećati osjetljivost na napadaje.[nedostaje izvor] Simptomi epilepsije uključuju ponavljajuće napadaje, mišićne spazme i ponekad gubitak svijesti.